# Roger Hassenforder
Roger Hassenforder (Sausheim, 23 de julio de 1930-Colmar, 3 de enero de 2021) fue un ciclista francés. Después de que terminó su carrera ciclista, abrió un restaurante en Kaysersberg , que era un lugar de encuentro favorito para los fanáticos del ciclismo en la década de 1960, y aún lo dirige la familia Hassenforder.

## Carrera deportiva
Fue ciclista profesional entre 1952 y 1965 cuyos mayores éxitos deportivos los obtuvo en el Tour de Francia, prueba en la que logró ocho victorias de etapa y en la que, en la edición de 1953, lideró la carrera durante cuatro jornadas. También logró una victoria de etapa en la Vuelta a España en 1957.

## Palmarés
| 1952 - Trofeo de las Provincias francesas 1953 - Tour du Sud-Est, más 1 etapa - 1 etapa en la Dauphiné Libéré 1954 - Critèrium national - Ronda d'Aix - G.P. de los Aliados - 1 etapa en el Tour de l'Ouest 1955 - 1 etapa en el Tour de Francia - Tour de Picardie 1956 - 4 etapas en el Tour de Francia - Critèrium national - Critèrium de l'Echo d'Oran - Arrás - Alès - Tulle | 1957 - 2 etapas en el Tour de Francia - 1 etapa en la Vuelta a España - Miniac-Morvan 1958 - Critèrium national - 1 etapa en el Tour de l'Ouest - 1 etapa den el Midi Libre 1959 - 1 etapa en el Tour de Francia - Boucles de Seine Saint-Denis |